# Бричевље
Бричевље (Бричевје) је насељено место града Лесковца у Јабланичком округу. Према попису из 2022. било је 153 становника.

## Положај
Селo лежи јужно од варошице Предејана, на високој коси рашчлањеној потоцима. Само је неколико кућа на високом земљишту поред Јужне Мораве. Становници се служе водом са извора и из бунара. Поједини крајеви атара носе ове називе: Купински Рид, Рудина, Бакарна Долина, Иванов Рид, Каповац, Огорели Сењак, Уrap, Селиште, Кићeнoвa Чука, Ајдинска Чука, Језеро. Атар овог села издужен је око 4 километра од северозапада према југоистоку. Ширина износи око 3 километра. Бричевље је село разбијеног типа са кyћaмa које су веома растурене. Због тога се из овог села неприметно прелази у околна насеља.
Сваки род има своју посебну махалу. Зато се махале зову по родовима.

## Историја
У атару Бричевља има старина које су заостале од неког старијег насеља. Тако се поред садашњег сеоског гробља виде неки „незнани гробови”. Говори се да су они од неког старог народа. Ови гробови имају побијене каменове. Њихов правац пружања је исти као код гробова садашњих становника. Друга занимљива старина налази се на потесу Бакарна Долина испод села („до насипа" — друма). Тамо се познају три поткопа. Неки од њих су „доста дубоки”. Поред Бакарне Долине је потес Рудина.
Данашње Бричевље није мноrо старо село. Основали су га пре око 140 до 150 година преци данашњих родова Деда Илијинци и Ковачевци. Они су пореклом из неког места у садашњој Црној Гори. После првих досељеника у Бричевље су долазили и други становници. У средини Бричевља постоји место Селиште сада са по неком њивом и „шибацима”. На Селишту се види и по неко „кућиште”. Прича се да су тамо живели преци појединих данашњих родова. Једно место поред Селишта носи име Селишка Долина. У близини Бричевља лежи варошица Предејане. Основана је поред Јужне Мораве на деловима атара села Бричевља и Предејана. Од атара Бричевља варошица је захватила потесе зване Ајишка Долина и Аниште. На првом потесу раније је био „пашалак”. Ово село није имало цркву. О празницима становници посећују цркву у варошици Предејану. Сеоско гробље налази се на месту Сливница близу данашње Радивојевићеве Махале. Сеоска слава је Свети Јован „пролетњи”. Тада се становници Бричевља и њихови гости скупљају код крста у Љубеновској Махали.

## Демографија
У насељу Бричевље живи 203 пунолетна становника, а просечна старост становништва износи 41,3 година (39,8 код мушкараца и 42,7 код жена). У насељу има 75 домаћинстава, а просечан број чланова по домаћинству је 3,21.
Ово насеље је великим делом насељено Србима (према попису из 2002. године).
|             | \| Демографија[2] \| Демографија[2] \| Демографија[2] \| \| Година \| Становника \| Становника \| \| -------------- \| -------------- \| -------------- \| \| 1948. \| 278 \| \| \| 1953. \| 282 \| \| \| 1961. \| 254 \| \| \| 1971. \| 292 \| \| \| 1981. \| 245 \| \| \| 1991. \| 233 \| 231 \| \| 2002. \| 241 \| 244 \| \| 2011. \| 196 \| \| \| 2022. \| 153 \| \| |            |
| Демографија | |            |
| Година      | Становника | Становника |
| 1948.       | 278 |            |
| 1953.       | 282 |            |
| 1961.       | 254 |            |
| 1971.       | 292 |            |
| 1981.       | 245 |            |
| 1991.       | 233 | 231        |
| 2002.       | 241 | 244        |
| 2011.       | 196 |            |
| 2022.       | 153 |            |

| Етнички састав према попису из 2002.‍ | Етнички састав према попису из 2002.‍ | Етнички састав према попису из 2002.‍ | Етнички састав према попису из 2002.‍ | Етнички састав према попису из 2002.‍ |
| ------------------------------------ | ------------------------------------ | ------------------------------------ | ------------------------------------ | ------------------------------------ |
|                                      |                                      |                                      |                                      |                                      |
| Срби                                 | Срби                                 |                                      | 229                                  | 95,02%                               |
| Роми                                 | Роми                                 |                                      | 11                                   | 4,56%                                |
| Македонци                            | Македонци                            |                                      | 1                                    | 0,41%                                |
| непознато                            | непознато                            |                                      | 0                                    | 0,0%                                 |

| Година пописа     | 1948. | 1953. | 1961. | 1971. | 1981. | 1991. | 2002. |
| ----------------- | ----- | ----- | ----- | ----- | ----- | ----- | ----- |
| Број домаћинстава | 45    | 45    | 48    | 69    | 70    | 69    | 75    |

| Број чланова      | 1  | 2  | 3  | 4  | 5 | 6 | 7 | 8 | 9 | 10 и више | Просек |
| ----------------- | -- | -- | -- | -- | - | - | - | - | - | --------- | ------ |
| Број домаћинстава | 10 | 21 | 14 | 16 | 5 | 5 | 4 | 0 | 0 | 0         | 3,21   |

| Пол    | Укупно | Неожењен/Неудата | Ожењен/Удата | Удовац/Удовица | Разведен/Разведена | Непознато |
| ------ | ------ | ---------------- | ------------ | -------------- | ------------------ | --------- |
| Мушки  | 108    | 38               | 62           | 6              | 2                  | 0         |
| Женски | 105    | 21               | 65           | 14             | 5                  | 0         |
| УКУПНО | 213    | 59               | 127          | 20             | 7                  | 0         |

| Пол    | Укупно                    | Пољопривреда, лов и шумарство | Рибарство                            | Вађење руде и камена | Прерађивачка индустрија       |
| ------ | ------------------------- | ----------------------------- | ------------------------------------ | -------------------- | ----------------------------- |
| Мушки  | 39                        | 5                             | 0                                    | 0                    | 3                             |
| Женски | 16                        | 5                             | 0                                    | 0                    | 1                             |
| УКУПНО | 55                        | 10                            | 0                                    | 0                    | 4                             |
| Пол    | Производња и снабдевање   | Грађевинарство                | Трговина                             | Хотели и ресторани   | Саобраћај, складиштење и везе |
| Мушки  | 1                         | 18                            | 1                                    | 5                    | 3                             |
| Женски | 0                         | 0                             | 1                                    | 4                    | 0                             |
| УКУПНО | 1                         | 18                            | 2                                    | 9                    | 3                             |
| Пол    | Финансијско посредовање   | Некретнине                    | Државна управа и одбрана             | Образовање           | Здравствени и социјални рад   |
| Мушки  | 0                         | 0                             | 2                                    | 1                    | 0                             |
| Женски | 0                         | 0                             | 1                                    | 1                    | 3                             |
| УКУПНО | 0                         | 0                             | 3                                    | 2                    | 3                             |
| Пол    | Остале услужне активности | Приватна домаћинства          | Екстериторијалне организације и тела | Непознато            | Непознато                     |
| Мушки  | 0                         | 0                             | 0                                    | 0                    | 0                             |
| Женски | 0                         | 0                             | 0                                    | 0                    | 0                             |
| УКУПНО | 0                         | 0                             | 0                                    | 0                    | 0                             |